# Slaget ved Brandy Station
Slaget ved Brandy Station, også kaldet slaget ved Fleetwood Hill, var det største (overvejende) kavalerislag under den amerikanske borgerkrig, og det største kavalerislag udkæmpet på amerikansk jord. Det blev udkæmpet i begyndelsen af Gettysburg-kampagnen af unionskavaleri under generalmajor Alfred Pleasonton mod generalmajor J.E.B. Stuart's konfødererede kavaleri den 9. juni 1863.
Pleasonton indledte ved morgengry et overraskelsesangreb på Stuarts kavaleri i Brandy Station, Virginia. Efter at have kæmpet hele dagen i en kamp hvor lykken skiftede flere gange, trak unionssttyrkerne sig tilbage uden at opdage general Robert E. Lee's infanteri, som lå ved Culpeper. Dette slag markerede afslutningen på det konfødererede kavaleris overlegenhed over unionens i det østlige operationsområde. Herefter voksede unionskavaleriets styrke og selvtillid.

## Baggrund
Den konfødererede Army of Northern Virginia strømmede ind i Culpeper County, Virginia, efter sejren i slaget ved Chancellorsville i maj 1863. Under ledelse af general Robert E. Lee samledes tropperne omkring Culpeper som forberedelse til at føre krigen nordpå ind i Pennsylvania. De stadige problemer med sult og dårligt udstyr var tydelige. Lee var fast besluttet på at støde nordpå for at erobre heste, udstyr og mad til sine mænd. Hans hær kunne også true Philadelphia, Baltimore og Washington og dermed støtte den voksende fredsbevægelse i Nordstaterne. Den 5. juni lå to infanterikorps under generalløjtnanterne James Longstreet og Richard S. Ewell i lejr i og omkring Culpeper. 10 km nordøst for Culpeper lå Stuart og hans kavaleri og forsvarede linjen ved Rappahannock floden samtidig med at de afskærmede den konfødererede hær fra et overraskelsesangreb fra fjenden.
Hovedparten af sydstatskavaleriet lå ved Brandy Station. I god overenssstemmelse med hans ry som strålende kavaler eller beau sabreur, anmodede Stuart om at tropperne måtte afholde en parade for general Lee. Denne store parade den 5. juni omfattede næsten 9.000 beredne soldater og fire batterier beredent artilleri, som gennemførte et simuleret angreb på Inlet Station, ca. 3 km sydvest for Brandy Station. (Paradeområdet er stort set som det var i 1863, bortset fra at en politistation optager en del af det).
General Lee kunne imidlertid ikke komme til paraden, så den blev gentaget under hans tilstedeværelse den 8. juni, om end man her nøjedes med en simpel parade uden simulerede angreb.  Trods det lavere aktivitetsniveau var der nogle kavalerister og avisreportere, som brokkede sig over, at det eneste Stuart foretog sig var styrke sit ego og trætte hestene. Lee gav Stuart ordre til at krydse Rappahannockfloden den følgende dag og angribe unionens fremskudte stillinger og samtidig afskærme den konfødererede hær fra at blive set eller generet mens den marcherede nordpå. Som forberedelse til denne aktion beordrede Stuart sine trætte tropper tilbage i bivuak omkring Brandy Station.

## Modstående styrker og Pleasontons plan
Stuarts styrke på omkring 9.500 mand ved Brandy Station bestod af fem kavaleri brigader under kommando af brigadegeneralerne , Wade Hampton, W.H.F. "Rooney" Lee, Beverly H. Robertson og William E. "Grumble" Jones samt oberst Thomas T. Munford (som havde kommandoen over brigadegeneral Fitzhugh Lees brigade mens Lee var ramt af gigt). Hertil kom Stuarts hestartilleri på seks batterier under kommando af major Robert F. Beckham.
Uden at de konfødererede havde opdaget det var 11.000 unionstropper opmarcheret på den anden side af Rappahannockfloden. Generalmajor Alfred Pleasonton, som havde kommandoen over kavaleriet i Army of the Potomac, havde organiseret sin blandede styrke i to fløje, som var under kommando af brigadegeneralerne John Buford og David McMurtrie Gregg, som var forstærket med infanteribrigader fra 4. korps. Bufords fløj, som var ledsaget af Pleasonton, bestod af hans egen 1. kavaleridivision, en reservebrigade under kommando af major Charles J. Whiting og en infanteribrigade på 3.000 mand under brigadegeneral Adelbert Ames. Greggs fløj bestod af 2. kavaleridivision under oberst Alfred N. Duffié, 3. kavaleridivision under Gregg samt en infanteribrigade under brigadegeneral David A. Russell.
Kommandanten over Army of the Potomac, generalmajor Joseph Hooker, fortolkede tilstedeværelsen af fjendens kavaleri omkring Culpeper som et tegn på et forberedelser til et raid på hans hærs forsyningslinjer. Som reaktion herpå beordrede han Pleasontons force til at gennemføre et forebyggende angreb, for at "sprede og nedkæmpe" de konfødererede. Pleasontons angrebsplan indeholdt et knibtangsangreb på fjenden. Bufords fløj skulle krydse floden ved Beverly's Ford, 3 km nordøst for Brandy Station. Samtidig skulle Gregg krydse floden ved Kelly's Ford, 10 km nede af floden mod sydøst. Pleasonton forventede at sydstatskavaleriet ville blive omringet, overrasket, være i undertal og blive slået. Han var imidlertid ikke klar over den præcise placering af fjendens styrker og antog fejlagtigt, at hans egen styrke var betydeligt større end den konfødererede han stod overfor.

## Slaget
Omkring kl. 4.30 om morgenen den 9. juni krydsede Bufords kolonne Rappahannockfloden i tæt tåge og trængte de konfødererede forposter tilbage ved Beverly's Ford. Pleasontons styrke havde opnået dagens første store overraskelse. Jones' brigade, som var blevet vækket af lyden af kononild i nærheden, red af sted til skuepladsen helvt påklædt og ofte uden sadel. De ramte Bufords forreste brigade, som blev ledet af oberst Benjamin F. Davis ved et sving på Beverly's Ford vejen og stoppede midlertidigt dens fremrykning. Davis blev dræbt under den efterfølgende kamp. Davis' brigade var blevet stoppet lige før stedet hvor Stuarts hestartilleri lå i lejr og var sårbart for tilfangetagelse. Kanonerer bragte en eller to kanoner i stilling og skød ned ad vejen mod Bufords mænd, hvilket gav mulighed for at de øvrige kanoner kunne blive ført bort og danne grundlag for den efterfølgende opstillede konføderere linje. Kanonerne blev kørt i stilling på to bakker på hver sin side af Beverly's Ford vejen. Hovedparten af Jones' soldater samledes til venstre for denne konfødererede artillerilinje mens Hamptons brigade tog opstilling på højre side. 6. Pennsylvania kavaleriregiment (under kommando af major Robert Morris, Jr.) angreb uden held kanonerne ved St. James Church, og led de største tab blandt alle de regimenter, som deltog i slaget. Adskillige konfødererede beskrev senere 6. Pannsylvanias angreb som det mest "strålende og glorværdige" kavaleriangreb under krigen. (I mange slag under borgerkrigen sad kavaleristerne af når de nåede kamplinjen og kæmpede i grunden som infanteri, men i dette slag betød overraskelsen og forvirringen at der fortrinsvis blev kæmpet til hest.)
Buford forsøgte at omgå de konfødereredes venstre fløj og få fjernet artilleriet, som blokerede den direkte vej til Brandy Station. Imidlertid stod Rooney Lees brigade i vejen, med nogle tropper på Yew Ridge højderyggen og nogle afsiddede kavalerister placeret langs en stenmur foran. Efter at have lidt svære tab, trængte unionstropperne de konføderede tilbage fra muren. Derpå begyndte de konfødererede til Bufords overraskelse af trække sig tilbage. Det var en reaktion på ankomsten af Greggs unionskavaleri på omkring 2.800 mand, som var dagens anden store overraskelse. Gregg havde haft til hensigt at krydse Kelly's Ford ved daggry samtidig med Bufords overgang ved Beverly's, men det kostede ham to timer at samle sine folk fra spredte placeringer og at Duffié's division for vild undervejs. De havde haft til hensigt at følge veje, som førte direkte ind i Brandy Station, men opdagede at vejen var blokeret af Robertsons brigade. Gregg fandt en rute som var længere, men til gengæld fuldstændig ubevogtet og ad disse veje ankom hans forreste brigade under oberst Percy Wyndham til Brandy Station omkring kl. 11 om formiddagen. Mellem Gregg og slaget ved St. James lå en betydelig højderyg kaldet Fleetwood Hill, som havde været Stuarts hovedlvarter den forgangne nat. Stuart og det meste af hans stab var på dette tidspunkt taget af sted til fronten og den eneste styrke på Fleetwood da Gregg ankom var en 6-punds haubits, som var blevet efterladt fordi den manglede ammunition. Major Henry B. McClellan, som var Stuarts adjudant, gav løjtnant John W. Carter og hans kanonbesætning (fra kaptajn Robert P. Chews batteri) ordre til at placere sig på toppen af bakken og indlede beskydningen med de få granater de havde til rådighed, samtidig med at han sendte en hasteanmodning til Stuart om forstærkninger. Carters få skud forsinkede unionens fremrykning, da de sendte skyttekæder frem og returnerede kanonilden. Da Wyndhams mænd stormede op af den vestlige skråning af Fleetwood og nærmede sig toppen red de forreste elementer af Jones' brigade, som netop havde trukket sig tilbage fra St. James Church, over toppen.
Greggs næste brigade under oberst Judson Kilpatrick, svingede rundt øst for Brandy Station og angreb op af den sydlige og den østlige skråning af Fleetwood Hill, blot for at opdage, at deres ankomst faldt sammen med at Hamptons brigade ankom. En række forvirrede angreb og modangreb bølgede frem og tilbage over bakken. De konfødererede ryddede til sidst bakken og erobrede 3 kanoner samtidig med at de påførte 6. New York Light Artillery et tab på 30 ud af de 36 mand, som havde forsøgt at give nærstøtte til unionskavaleriet. Oberst Duffiés lille division på 1.200 mand blev forsinket af to konfødererede regimenter i omegnen af Stevensburg og ankom for sent til at influere udfaldet af kampen.
Mens Jones og Hampton trak sig tilbage fra ders oprindelige stillinger for at kæmpe på Fleetwood Hill fortsatte Rooney Lee med at gøre front mod Buford mens han faldt tilbage mod bakkens nordlige ende. Forstærket med Fitzhugh Lees brigade indledte Rooney Lee et modangreb mod Buford samtidig med at Pleasonton havde beordret en generel tilbagetrækning omkring solnedgang, og det ti timer lange slag var hermed slut.

## Efterspil
Unionens tab var på 907 (69 døde, 352 sårede og 486 savnede, fortrinsvis tilfangetagne). De konfødererede tab var på 523. Cirka 20.500 mand deltog i dette det største overvejende kavalerislag under krigen. Blandt ofrene var Robert E. Lee's søn, Rooney, som blev alvorligt såret i hoften. Han blev overført til Hickory Hill, et gods i nærheden af Hanover Court House, hvor han blev taget til fange den 26. juni.
Stuart hævdede, at slaget havde været en konfødereret sejr fordi han havde kontrol over slagmarken ved dagens slutning og havde slået Pleasontons angreb tilbage. Sydstatsaviserne var generelt negative overfor resultatet. Richmond Enquirer skrev at "General Stuart har lidt ikke ubetydelig skade i offentlighedens anseelse som følge af fjendens seneste tiltag". Richmond Examiner omtalte Stuarts tropper som "oppustet kavaleri" som led under "konsekvenserne af forsømmelse og dårlig ledelse."
Underordnede officerer kritiserede Pleasonton for ikke aggressivt at have besejret Stuart ved Brandy Station. Generalmajor Hooker havde givet Pleasonton ordre til at "sprede og nedkæmpe" det konfødererede kavaleri ved Culpeper, men Pleasonton hævdede, at han kun havde fået ordre til at gennemføre en "større rekognoscering i retning af Culpeper", og retfærdiggjorde på denne måde sine handlinger.
For første gang under borgerkrigen havde Unionens kavaleri kunnet måle sig med sydstaternes rytteri i såvel dygtighed som beslutsomhed. Og Stuarts ydmygelse ved at være blevet genstand for to overraskelsesangreb, netop det som kavaleri skal sikre ikke sker, var et varsel om andre ydmygelser, som skulle ramme ham under Gettysburg felttoget.

## Fredningstiltag
Brandy Station Foundation (BSF) blev etableret for at beskytte slagmarken ved Brandy Station mod byudvikling. Ifølge Clark B. Hall, "en lille gruppe borgere mødtes til kaffe i et lille hjem lige syd for Rappahannockfloden i den østlgie del af Culpeper County, Virginia". Efterhånden voksede gruppen til over 400 medlemmer og har været hjørnestenen i bestræbelser på at redde slagmarken fra forsøg på at omdanne den til et kontorområde og en væddeløbsbane foruden at bevare den historiske bygning Graffiti House. I 1990 afsluttede National Park Service en kortlægning af de historiske steder ved Brandy Station og anbefalede fredning af 5,1 km² fordelt på fire kampområder.
I 2008 begyndte Civil War Preservation Trust (CWPT) bevaringsarbejder på et 9,3 ha stort areal på toppen af Fleetwood Hill på slagmarken ved Brandy Station.. Senere i 2008 købte CWPT en anden parcel på 11 ha på Fleetwood Hill. CWPT har arbejdet på at beskytte 394 ha siden sin grundlæggelse.

## Yderligere læsning
- Beattie, Dan. Brandy Station, 1863: First Step Towards Gettysburg. Oxford: Osprey Publishing, 2008. ISBN 978-1-84603-304-9.
- McKinney, Joseph W. Brandy Station, Virginia, June 9, 1863: The Largest Cavalry Battle of the Civil War. Jefferson, NC: McFarland & Co., 2006. ISBN 0-7864-2584-9.
- Starr, Stephen Z. The Union Cavalry in the Civil War. Vol. 2, The War in the East from Gettysburg to Appomattox 1863-1865. Baton Rouge: Louisiana State University Press, 1981. ISBN 978-0-8071-3292-0.
- Wittenberg, Eric J. The Battle of Brandy Station: North America's Largest Cavalry Battle. Charleston, SC: The History Press, 2010. ISBN 978-1-59629-782-1.

## Eksterne kilder
- Brandy Station Foundation home page
- Brandy Station seminar ved Eric J. Wittenberg på Gettysburg Discussion Group website
- Battle of Brandy Station: Battle maps, photos, history articles, interviews, and battlefield news Arkiveret 23. september 2010 hos  Wayback Machine (CWPT)

38°30′06″N 77°53′37″V / 38.5018°N 77.8936°V